# Securities lending
Securities lending, voor de tegenpartij securities borrowing, is een financiële transactie waarbij een instelling aan een andere instelling effecten uitleent: de leninggever (lender) geeft bepaalde effecten in bruikleen, de lener (borrower) kan er dan tijdelijk over beschikken en zal ze later terugbezorgen aan de leninggever. Net als bij een gewone geldlening gaat dit gepaard met intresten en regelingen zoals onderpand.
Concreet wordt securities lending en borrowing vaak gebruikt bij het afsluiten van transacties. Een bepaalde marktpartij A wil bijvoorbeeld 1000 stukken kopen. Een andere partij B, heeft 800 van deze stukken en verkoopt deze aan A. De ontbrekende 200 kunnen dan tijdelijk geleend worden door A om de transactie van 1000 stukken te kunnen laten doorgaan. De volgende dag zal A dan proberen om die ontbrekende 200 stuks te kopen, zodat het geleende teruggegeven kan worden.
Omdat naked short gaan vaak niet is toegestaan, worden effecten ook geleend om ze te verkopen. De lener gaat dan gedekt short.

## Repo
Een variant van securities lending en borrowing is de repo, een afkorting van het Engelse 'REPurchase Operation' (wederinkoop-operatie), in het Nederlands ook wel 'cessie-retrocessie' of 'retrocessieovereenkomst' genoemd. De repo is een geldmarkttransactie waarbij effecten worden verkocht aan een tegenpartij tegen een bepaalde geldsom (contante transactie), met de verbintenis van de verkoper om de stukken op een latere datum terug te kopen aan een vooraf vastgelegde prijs (termijncontract). In feite leent men de effecten uit (cessie) en leent men geld in de plaats. Dikwijls dienen de effecten die hierbij dan tijdelijk naar een andere partij verhuizen tot onderpand voor een andere financiële transactie. Financiële instellingen die hierin actief zijn, sluiten onderling een Repurchase Service Agreement af waarin kenmerken van de te gebruiken effecten opgenomen zijn.
Tijdens de kredietcrisis misbruikten sommige financiële instellingen repo's als een illegale boekhoudkundige ingreep om tijdelijk de balans van hun onderneming op te poetsen. Zo werden overdrachten van dubieuze effecten en kredieten enkele dagen voor de publicatiedatum door zakenbank Lehman Brothers niet behandeld als een 'gewone repo' maar ten onrechte geboekt als een verkoop, de zgn. 'repo 105'. Door de risicovolle posities (in casu rommelhypotheken) tijdelijk aan het oog van toezichthouders en beleggers te onttrekken gaf de in 2008 failliet gegane bank een al te rooskleurig beeld van haar soliditeit. 